# Schweißer

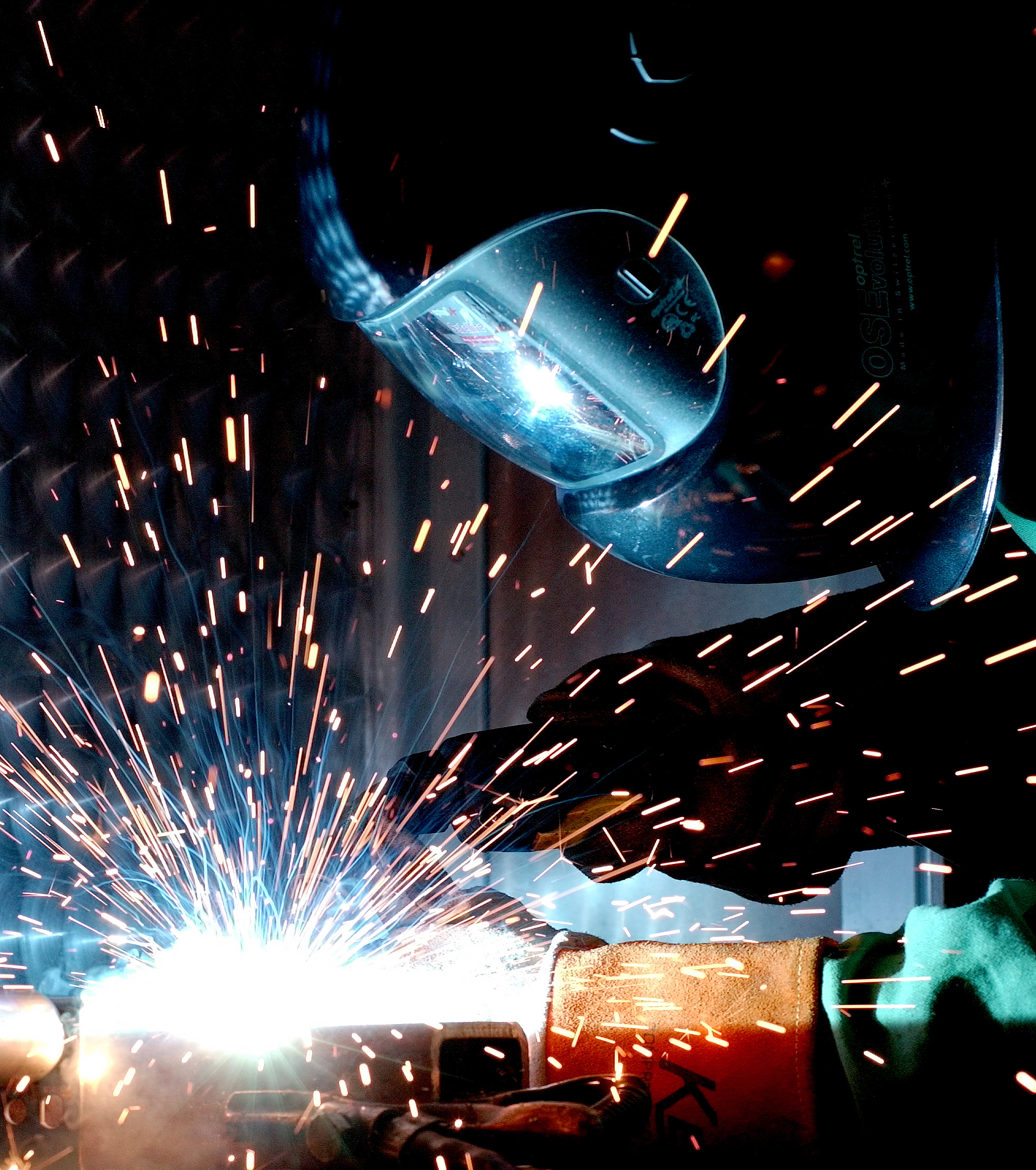
Schweißer bei der Arbeit

Schweißer bzw. Universalschweißer (Österreich) ist ein Beruf in der Metallverarbeitung. Schweißer montieren bzw. verbinden Anlagen- und Konstruktionsbauteile unter Verwendung unterschiedlicher Schweißverfahren. Die zu verbindenden Werkstoffe sind Metalle (z. B. Stahl, Aluminium, Messing, Edelstahl etc.), aber auch bestimmte Kunststoffsorten wie zum Beispiel Polymere.

## Berufsbild

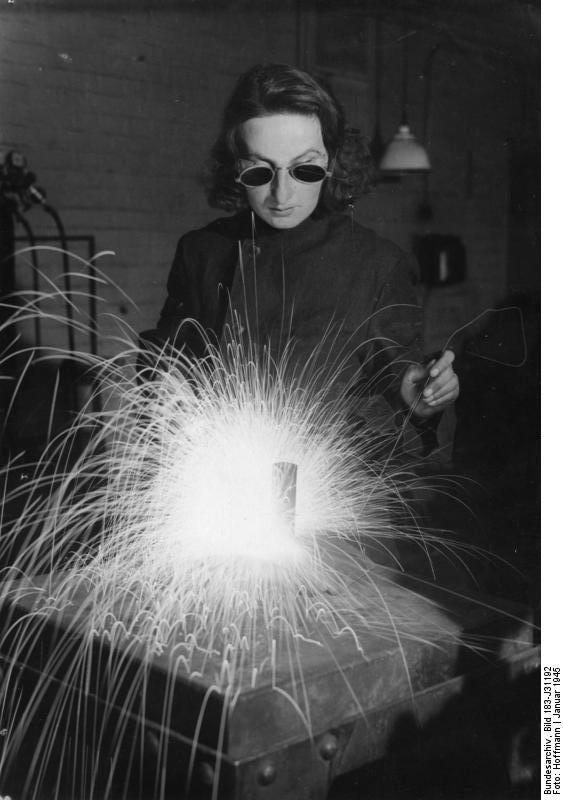
Während des Zweiten Weltkriegs waren oft auch Frauen in dem damals typischen Männerberuf tätig

Schweißer werden hauptsächlich in metallverarbeitenden Betrieben wie Schlossereien oder Schweißereien eingesetzt. Wichtige Arbeitgeber sind auch Maschinen-, Werkzeug- und Fahrzeughersteller oder Betriebe der Versorgungstechnik. Dem jeweiligen Arbeitsauftrag entsprechend stellen sie zunächst Schablonen her. Sie wählen die für den Werkstoff günstigsten Schweißverfahren (wie Gasschmelz-, Elektro- oder Kunststoffschweißen) und Schneidewerkzeuge aus und arbeiten mit Handschweißgeräten oder Schweißautomaten. Weitere mögliche Verfahren sind das Nieten, Kleben und Löten von Werkstoffen. Zuletzt unterziehen Schweißer die Teile einer Qualitätskontrolle und überprüfen diese auf Risse und Materialfehler. Meistens arbeiten sie bei der Vormontage in Werkhallen (zum Beispiel im Metallbau) oder bei der Endmontage auf Baustellen. In Mittel- und Westeuropa gibt es seit längerem einen Mangel an ausgebildeten Schweißern, weil Lehrstellen relativ selten sind.

## Ausbildung

### Deutschland
Bis 1996 war der Schmelzschweißer ein anerkannter Ausbildungsberuf der Industrie- und Handelskammer (IHK). Die Ausbildungsdauer betrug drei Jahre. Von 1996 bis 2004 war die Schweißtechnik ein Fachbereich im Ausbildungsberuf Konstruktionstechniker. Mit der Änderung der Ausbildungsordnung 2004 wurden die Fachbereiche aufgehoben, um eine Flexibilisierung in den Metallberufen zu erreichen. Heute hängt es vom Ausbildungsbetrieb ab, in welchem Umfang Schweißtechnik erlernt wird.
Es werden als Aus- bzw. Weiterbildung Lehrgänge zum Geprüften Schweißer angeboten. In vielen Berufsausbildungen sind diese Prüfungen im Ausbildungsrahmenplan vorgeschrieben. Diese Ausbildung ist durch Richtlinien des Deutschen Verbandes für Schweißen und verwandte Verfahren e. V. (DVS) geregelt und der Abschluss erfolgt nach internationalen Normen. Die Lehrgangsveranstalter sind meistens schweißtechnische Lehr- und Versuchsanstalten, Berufsschulen sowie autorisierte öffentliche und private Organisationen. Die Ausbildungsdauer hängt von den fachlichen Vorkenntnissen, der Lehrgangsorganisation (Voll-, Teilzeit) bzw. der angestrebten Qualifikation (Schweißberechtigung) ab.
Rein rechtlich ist keine bestimmte Schulbildung festgelegt. 
Neben der Nahtpüfung wird auch Theorie, Unfallverhütung und Zeichnungslesen geprüft. Wer den theoretischen Teil der Prüfung nicht besteht, darf nur unter Aufsicht schweißen. Die Nahtprüfungen sind zwei Jahre lang gültig und müssen halbjährlich von der Schweißaufsicht bestätigt werden. Erfolgreiche Bewerber besitzen zumindest einen Hauptschulabschluss bzw. haben idealerweise bereits andere Ausbildungsberufe der Metallbranche absolviert.

### Österreich
In Österreich ist die Bezeichnung Universalschweißer üblich. Allerdings wurde die Ausbildung per 1. Juni 2011 reformiert und umbenannt. Der Lehrberuf Universalschweißer ist im Modullehrberuf Metalltechnik aufgegangen. Metalltechniker-Lehrlinge können im neuen Modullehrberuf das Hauptmodul Schweißtechnik wählen. Sie werden dreieinhalb oder vier Jahre im dualen System an Berufsschulen und bei einschlägigen Lehrbetrieben ausgebildet und schließen mit der Lehrabschlussprüfung ab. Die Ausbildungsinhalte entsprechen den Tätigkeiten des Berufsbildes. Voraussetzung für den Beginn ist das Absolvieren der neun Pflichtschuljahre, normalerweise besitzen Anwärter aber einen Abschluss der Hauptschule und/oder Polytechnischen Schule.

## Weiterbildung

### International
Ein IIW-Diplom berechtigt zur Schweißaufsicht in vier Stufen und ist wie ein akademischer Grad lebenslang weltweit gültig. Mit einer drei Jahre lang gültigen Zertifizierung wird entsprechend internationalem Recht die Weiterbildung und Tätigkeit als Schweißaufsicht erstmals drei Jahre nach Erteilung des Patents testiert.
- Certified International Welding Practitioner
- Certified International Welding Specialist
- Certified International Welding Technologist
- Certified International Welding Engineer

### Deutschland
Ein Schweißer kann sich nach drei Jahren praktischer Tätigkeit zum DVS-Schweißwerkmeister weiterqualifizieren und somit in bestimmten Bereichen der Fertigung Schweißaufsichtsfunktionen übernehmen. Anschließend ist eine Weiterbildung zum Schweißfachmann möglich. Für Schweißwerkmeister und Schweißfachleute besteht durch das zusätzliche Modul Prüftechnik die Möglichkeit, die Qualifikation als Schweißgüteprüfer zu erlangen und in der Fertigungsüberwachung tätig zu werden. Für Schweißfachleute mit entsprechenden fachpädagogischen Kenntnissen ist es möglich, an einer der vom DVS zugelassenen Bildungseinrichtung als Schweißlehrer übernommen zu werden. Auch verbeamtete technische Berufsschullehrer benötigen die Qualifikation in bestimmten Berufen.

### Österreich
Wie in Deutschland ist die selbständige Durchführung der meisten Schweißarbeiten an abgelegte Prüfungen (ÖNORM-Prüfungen) gebunden. Für Universalschweißer/Schweißtechniker ist das Erlernen von neuen/zusätzlichen Schweißverfahren von besonderer Bedeutung. Am WIFI kann die weltweit gültige Prüfung zur Schweißaufsicht nach internationalem Recht abgelegt werden. Im Gültigkeitsbereich nationalen Gewerberechts genügen auch bestimmte Meisterausbildungen zur Schweißaufsicht. Wer keine Ausbildungen nachweisen kann, wird über einen Vorkurs zugelassen. Diese ist Voraussetzung für die Herstellung sicherheitsrelevanter Schweißnähte.
Die selbständige Berufsausübung ist für Universalschweißer im reglementierten Handwerk der Schlosser bzw. Schmiede möglich.
Für lediglich innerbetriebliche Tätigkeiten ist auch über die EWF  Guideline EWF-652r3-14/SV-00EWCP mit den erfolgreich abgelegten Prüfungen zum Schweißkoordinator die ÖNORM EN 1090-2 nach internationalem Recht in Österreich erfüllt.
Für Höherqualifizierungen an Kollegs, Fachhochschulen und Universitäten benötigt man für den Zugang meistens die Berufsmatura (Berufsreifeprüfung), die sich aus der Lehrabschlussprüfung und vier weiteren Prüfungen zusammensetzt.